# Archocentrus multispinosus
Archocentrus multispinosus es una especie de peces de la familia Cichlidae en el orden Perciformes.

## Morfología
Los machos pueden llegar alcanzar los 17 cm de longitud total.

## Hábitat
Es una especie de clima tropical entre 21 °C-36 °C de temperatura.

## Distribución geográfica
Se encuentran en Centroamérica: vertiente atlántica (desde el río Patuca - Honduras - hasta el río Matina - Costa Rica -) y vertiente pacífico (desde el río Guasaule - Nicaragua - hasta los ríos Tempisque y  Bebedero - Costa Rica -). Ha sido introducido en Heviz (Hungría ).